# 阿倫·史密夫
艾倫·史密斯（英語：Alan Smith，1980年10月28日—）出生於英格蘭利茲附近的Rothwell，英格蘭足球運動員，司職前鋒或者防守中場。
阿倫·史密夫在列斯聯其間串演進攻中場及右中場，於曼聯則串演防守中場，擁有不死鬥心，是一名萬金油球員。於列斯聯有「壞孩子」的稱號，加盟曼聯後有「辣椒仔」的稱號。很多球評家常把阿倫·史密夫和馬克·曉士相提並論，原因是他們認為阿倫·史密夫的風格與後者非常相似。

## 球會生平

### 列斯聯
阿倫·史密夫在10歲時加入了家鄉球會列斯聯的足球訓練班（Leeds United Centre of Excellence），幾年之後入選英格蘭U16國家隊。及後又為球會贏得了青年聯賽的冠軍寶座。
1997年10月1日，阿倫·史密夫成為一隊球員，穿起17號的戰衣，司任前鋒或間中司職右中場，於1998年11月的英超作客比賽後備上陣，一觸球便射破對手大門，當時的對手是利物浦，1999年，他代表英格蘭U21國家隊首次上陣對丹麥友賽，並攻入了一球。後來，他出色的表現得到了回報，先是獲得球會的5年合約，後來更正式入選國家一隊。同年，阿倫·史密夫在歐洲足協盃中大演帽子戲法。於2001/02球季，他獲得球會列斯聯年度最佳年青球員（Young Player Of The Year Award）。

### 曼聯
後來列斯聯宣佈破產，並於2004年降級至英冠，而他亦於2004年5月24日被曼聯以700萬英鎊羅致，5月27日通過體測後正式動筆簽署五年合約，正式加盟曼聯，穿起14號的戰衣。阿倫·史密夫是自2002年後衛里奧·費迪南後，另一名從列斯聯轉投曼聯的球星。由於在列斯聯護級期間，阿倫·史密夫一直奮戰不懈，因此他曾是列斯聯球迷的英雄，不過當他要轉投曼聯時，卻激怒了這班球迷，原因是曼聯與列斯聯是多年的宿敵，他亦因此背上「叛徒」的稱號。
他在季前圴社區盾首次為曼聯上陣，並且射入精彩「窩利」入球，但最終1-3不敵阿仙奴。在首屆為曼聯上陣了31場聯賽，攻入了6球。1年後因曼聯出現大量傷兵，中場兵源頓時不足，阿倫·史密夫被曼聯領隊費格遜改造為防守中場，他於該屆的第一球聯賽入球是作客對查爾頓時的賽事。由於曼聯隊長堅尼離隊，在一月轉會市場重開前，阿倫·史密夫成為史高斯第一選擇的中場夥伴。
2006年2月18日，阿倫·史密夫在負於利物浦的足總盃比賽中腳脛骨斷裂，而腳根關節亦移位。除肯定要缺陣球會餘下球季的賽事，亦沒有在2006年世界盃替英格蘭上陣，在腳跟手術成功後估計養傷時間或需一年。當曼聯在聯賽盃決賽以4-0擊敗韋根後，全體球員穿上印有""的白T-恤上臺領獎，作為對阿倫·史密夫的安慰與鼓勵。
2007年4月10日阿倫·史密夫於受傷14個月後首次正選披甲上陣，歐聯八強次回合主場對羅馬，在17分鐘射入曼聯的第二個入球，是他自2005年11月後首個入球，更是他6年前代表列斯聯在同一階段擊敗拉科魯尼亞後的首個歐聯入球。可惜傷患困擾加上長期處於副選之列，另一方面曼聯積極地收購韋斯咸前鋒迪維斯，令阿倫·史密夫在2006/07年球季後有傳離開曼聯，多支英超球隊有意收購他，包括紐卡素、愛華頓及熱刺。最終阿倫·史密夫於2007年8月3日以700万英鎊加盟紐卡素，並且簽約5年。

### 紐卡素
轉會紐卡素後的阿倫·史密夫一直未能尋回佳態，在整個07/08年球季當中更未能取得任何入球。他的紀律問題亦同樣令他飽受批評，紀錄顯示他是英超全季犯規最多的球員。他未如理想的表現令ESPN把他評選為07/08年球季英超最差收購球員。
在2007/08年球季完結後，阿倫·史密夫得到愛華頓垂青，但最後並沒有離隊。12月時，有傳他會被紐卡素用作球員交換的籌碼，會跟米德尔斯堡的埃及前鋒米度作出交換，但消息一傳出後，阿倫·史密夫和米度都表示不滿意球會先斬後奏的做法，但最後並沒有離隊。
在2008/09年球季開始後，史密夫曾在對曼聯和保頓擔任後備，但未有上陣。在9月中，看守領隊曉頓證實阿倫·史密夫腿部骨折，需要進行手術，需養傷3個月。到1月初時，領隊堅尼亞表示史密夫巳進行輕度訓練，將會在1月尾復出，更表示將史密夫定位為中場。在2月7日對陣西布朗的比賽擔任後備，但末有上陣，之後曾在兩場預備組賽事上陣，更擔任隊長。到2009年2月22日，史密夫終於在養傷接近6個月的情況下復出，於78分鐘入替彼得·洛文克蘭斯。在3月5日，對陣其舊會曼聯的賽事成為史密夫2008/09年首次正選上陣的賽事，而他表現尚算不過不失，評分為僅合格的5分，在之後對侯城的比賽亦正選上陣，但表現令人失望，更得到新賽季的第一張黃牌。

### 米爾頓凱恩斯、諾士郡
2012年1月29日，紐卡素將於夏季約滿的史密夫獲外借到英甲球會米爾頓凱恩斯直到球季結束。球季結束後，史密夫與米爾頓凱恩斯簽署兩年合約，正式加盟。2014年5月史密夫與米爾頓凱恩斯合約完結後，史密夫以球員兼教練的身份轉投英乙球隊諾士郡簽訂一年合同。2017年1月，在領隊交接期間，史密夫擔任諾士郡的看守領隊十日。

## 國家隊生平
阿倫·史密夫於2000年11月首次獲徵召加入英格蘭足球代表隊迎戰意大利的國際友誼賽，但因休息原因而退出。2001年5月25日對墨西哥一仗的國際友誼賽，阿倫·史密夫首次為英格蘭足球代表隊上陣，該仗球隊以4：0勝出。2002年阿倫·史密夫為英格蘭上陣7次，並且主場在維拉公園球場友誼賽對葡萄牙中射入第一個國家隊入球，同年則入選2002年歐洲U-21足球錦標賽大軍。同年10月16日英格蘭主場於聖瑪麗球場出戰馬其頓，是阿倫·史密夫首次在正式國際賽中披甲上陣，但比賽尾段領紅牌被逐離場。
2005年8月，阿倫·史密夫代表英格蘭迎戰丹麥臨時退隊（英格蘭以1比4輸掉），接著他代表曼聯預備隊上陣而受到大肆批評。2007年5月26日他被徵召參加英格蘭 B 隊對阿爾巴尼亞的比賽，他打進比賽的第一個進球，最終以 3-1 獲勝7月1日阿倫·史密夫出現英格蘭一隊對巴西的正選名單。同年11月16日，作客奧地利的國際友誼賽成為阿倫·史密夫最後一次英格蘭足球代表隊。阿倫·史密夫由2001年至2007年曾代表英格蘭上陣17場，攻入1球。

## 軼事
於2005年曼聯亞洲之旅香港站比賽後，香港足球代表隊隊員陳偉豪與阿倫·史密夫交換球衣。然而當曼聯離開香港後，香港傳媒於曼聯於香港時留宿的酒店房間內，發現陳偉豪的球衣被掉進垃圾桶內。还在球衣发现被吐过痰的痕迹。

## 榮譽
列斯聯
- 英格蘭足總青年盃: 1996–97[12]

曼聯
- 英格蘭超級足球聯賽: 2006–07[13]

紐卡素
- 英格蘭冠軍足球聯賽: 2009–10[14]

個人
- 英格蘭超級足球聯賽月度最佳球員: 2000年8月[13]

## 外部連結
- FootballDatabase career stats （页面存档备份，存于）
- 足球数据库：阿兰·史密斯的球员统计数据